# Бактериопланктон
Бактериопланктонът е бактериалният компонент на планктона. Среща се в морска и в сладководна среда. Играе ключови екологични роли, като например разграждане на органични вещества. Някои от видовете бактерии, съставляващи бактериопланктона, са автотрофни, което означава, че произвеждат собствена енергия чрез фотосинтеза (пикофитопланктон) или хемосинтеза. Цианобактериите като Prochlorococcus и Synechococcus допринасят значително за производството на кислород в океаните.